# Chesneya gaubaeana
Chesneya gaubaeana är en ärtväxtart som beskrevs av Joseph Friedrich Nicolaus Bornmüller. Chesneya gaubaeana ingår i släktet Chesneya och familjen ärtväxter. Inga underarter finns listade i Catalogue of Life.